# Waxwork 2 : Perdus dans le temps
Pour plus de détails, voir Fiche technique et Distribution.
Waxwork 2 (Waxwork II: Lost in Time) est un film américain réalisé par Anthony Hickox en 1992. C'est la suite du film Waxwork (1988).

## Synopsis
Mark et Sarah s'enfuient du musée de cire en feu sans remarquer qu'une main a également survécu à l'incendie et s'accroche au taxi qui les ramène chez eux. De retour à sa maison à une heure tardive, Sarah est réprimandée par son beau-père qui lui reproche de sortir un peu trop. Mais la main tue le beau-père de Sarah, avant que cette dernière ne la fasse disparaître dans un broyeur. Accusée du meurtre de son beau-père, Sarah clame son innocence en accusant la main devant un jury dubitatif. Mark se souvient alors que Sir Wilfred lui avait dit avant de mourir de se rendre à son domicile s'il avait des ennuis. Mark et Sarah y découvrent un portail vers un monde parallèle.

## Fiche technique
- Titre français: Waxwork 2 : Perdus dans le temps
- Titre original : Waxwork II: Lost in Time
- Réalisation : Anthony Hickox
- Scénario : Anthony Hickox
- Production : Nancy Paloian et Mario Sotela
- Musique : Steve Schiff
- Image : Gerry Lively
- Montage : Christopher Cibelli
- Société de production : Electric Pictures
- Durée : 104 minutes
- Dates de sortie :
  -  Belgique : mars 1992 (première au Festival international du film fantastique de Bruxelles)
  -  États-Unis : 16 juin 1992 (en vidéo)

## Distribution
- Zach Galligan : Mark Loftmore
- Monika Schnarre (en) : Sarah Brightman
- Martin Kemp : Baron Von Frankenstein
- Bruce Campbell : John Loftmore
- Michael Des Barres : George
- Jim Metzler : Roger
- Sophie Ward : Eleonore
- Marina Sirtis : Gloria
- Billy Kane : Nigel
- Joe Baker : Le paysan
- Juliet Mills : L'avocat de la défense
- John Ireland : Le roi Arthur
- Patrick Macnee : Sir Wilfred
- David Carradine : Le mendiant
- Alexander Godunov : Scarabis
- George Buck Flower : Le beau-père de Sarah
- Jack Eiseman : Le conducteur de taxi
- James D.R. Hickox : Polansky
- Buckley Norris : Le juge
- Paul Hampton : Le procureur
- Stanley Sheff : Le porte-parole du jury
- John O'Leary : Herr Vogel
- Erin Breznikar : Wise
- Elisha Shapiro : Felix
- Stefanos Miltsakakis : Le monstre de Frankenstein
- Maxwell Caulfield : Mickey
- Erin Gourlay : La fille fantôme
- Anthony Hickox : Officier du roi
- Michael Viela : Dr Jekyll
- Robert Kass : Hitchcock
- Mark Courier : Nosferatu
- Drew Barrymore : Une victime de Nosferatu
- Alex Butler : Jack l'Éventreur
- Godzilla : lui-même

## Autour du film
Débutant là-même où Waxwork finissait (Mark et Sarah s'enfuyant du musée de cire en feu, poursuivis par une main), ce second opus offre également une large galerie de méchants issus de la littérature ou du cinéma. On retrouve ainsi :
- Evil Dead 2 (1987) avec la main tueuse ;
- Frankenstein que rencontrent les deux héros lors de leur premier voyage temporel ;
- La Maison du diable (1963) avec Mark qui se retrouve en noir et blanc dans une maison hantée ;
- Alien (1979) avec Sarah qui se retrouve pilote d'un vaisseau spatial envahi par des créatures hostiles ;
- Zombie (1978) avec Mark qui poursuit dans un centre commercial envahi par des zombies son duel à l'épée entamé au Moyen Âge ;
- Jack l'Éventreur avec Mark qui empêche le tueur en série de tuer une prostituée ;
- Nosferatu le vampire (1922) avec Mark qui empêche le vampire de croquer deux charmantes demoiselles, en noir et blanc et avec des intertitres ;
- Godzilla avec Mark poursuivant son duel, grimé en japonais, avant de voir apparaître le monstre géant.

On notera aussi une multitude de références à d'autres films : 2001 : l'odyssée de l'espace, Le Corbeau, Shining, Retour vers le futur II...
On notera enfin les apparitions fugitives du réalisateur Anthony Hickox en tant qu'officier du roi, et de son collègue Stanley Sheff en tant que porte-parole du jury (Sheff a réalisé en 1989 L'Homme homard venu de Mars qui est le film que regarde le beau-père de Sarah au début du film). Sans oublier l'actrice Drew Barrymore qui interprète l'une des deux demoiselles endormies que Nosferatu s'apprête à attaquer.